# Marcel Achard
Marcel Achard egentligen Marcel Auguste Ferréol, född 5 juli 1899 i Sainte-Foy-lès-Lyon, död 4 september 1974 i Paris, var en fransk dramatiker och filmmanusförfattare. 

## Biografi
Achard var elev till Musset och tillägnade sig av honom stumfilmens nyanseringskonst och revysketchens kvicka näsvishet, som han överförde till boulevardkomedin. Han debuterade som dramatiker vid 22 års ålder och fick sitt första genombrott med en komedin Vill ni leka med mig? (Voulez-vous jouer avec moâ?) från 1923. Huvudpersonerna i flera av Achards verk är moderna varianter på commedia dell'arte-figurerna Pierrot och Colombine. Många ser Han som svävar i det blå, (Jean de la lune) från 1929 (uppförd i Stockholm 1930) som hans främsta verk. 
Bland hans övriga verk märks Domino (1931, uppförd i Stockholm 1934), La femme en blanc (1934, uppförd i Stockholm samma år), samt Mademoiselle Panama, Le corsaire och Petrus, utgivna tillsammans 1942 under titeln Théâtre. 1959 invaldes han i Académie française.